# Гадкий я 3
«Гадкий я 3» (англ. Despicable Me 3) — американский полнометражный компьютерный мультфильм студии Illumination, мультфильм франшизы «Гадкий я», триквел мультфильма «Гадкий я» и сиквел мультфильма «Гадкий я 2». Премьерный показ произошёл на фестивале в Анси 14 июня 2017 года. Премьера на широком экране в США состоялась 30 июня 2017 года. В СНГ премьера состоялась 29 июня 2017 года .
Мультфильм стал шестым мультфильмом и 31-м в общем списке фильмов, собравших в мировом прокате более миллиарда долларов.

## Сюжет
В 1985 году Голливуд снимал сериал «Злобный Брейк», в котором юный Бальтазар Брейк исполнил роль вундеркинда-злодея. У мальчика было много много маленьких поклонниц, ему аплодировали телезрители по всему миру, но когда он вырос, его популярность резко упала, и сериал закрыли. Парень расценил это как оскорбление и затаил злобу, считая, что не самореализовался, и решил стать настоящим злодеем. Он собирается украсть самый огромный бриллиант в мире.
Агент Грю вместе с женой Люси уже много раз пытались поймать преступника, но он всё время ускользал. Грю не дал Брейку украсть бриллиант, но его самого изловить не удалось. За невыполненное задание новый директор Антизлодейской Лиги увольняет супругов с работы.
Узнав об этом, миньоны во главе с Мелом призывают Грю вернуться ко злу, но он отказывается. Тогда те, обидевшись, уходят искать себе нового злодея. После этого Грю обнаруживает, что Дейв  и Джерри не убежали с остальными, и тогда объявляет им, что повысил их, чтобы те остались.
Теперь Грю и Люси предстоит посвятить себя семье. На следующее утро Грю из газеты узнаёт, что Бальтазар всё-таки украл бриллиант. Также им передают сообщение от Дрю — брата-близнеца Грю, о существовании которого он вообще  не знал. Грю отправляется к своей матери, у которой спрашивает, есть ли у него брат-близнец. Та признаётся, что вскоре после рождения близнецов она развелась с мужем и оставила ему Дрю на воспитание. Грю немедля отправляется к Дрю (респектабельному бизнесмену, занимающемуся разведением свиней, и не менее экстравагантному мультимиллионеру). Попав к нему, он обнаруживает, что тому не дают покоя лавры Грю (их отец всегда ставил в пример законопослушному бизнесмену брата-злодея), и Дрю сам мечтает стать суперзлодеем. Грю предлагает брату украсть у Брейка бриллиант и тот соглашается.
Тем временем, пока голодные миньоны ходили по городу в поисках злодея, они погнались за пиццей, где случайно незаконно пересекают территорию и оказываются на площадке телевизионного музыкального конкурса. Несмотря на то, что они показали шикарный номер-импровизацию и сразу выиграли конкурс, их задерживают и отправляют в тюрьму, где они становятся авторитетными заключенными. Заскучав там по Грю, они вскоре сбегают оттуда.
Украв бриллиант у Брейка, Дрю узнаёт, что они не совершили преступление, а помогли полиции. Из-за этого братья ссорятся.
Позже, когда Грю собирался лететь домой и отдать бриллиант полиции, Брейк в образе Люси крадёт его и приёмных дочерей Грю. Грю сообщает об этом Дрю, и тот соглашается помочь спасти девочек.
Брейк начинает разрушать Голливуд c помощью огромного робота, для которого он и крал бриллиант. Бриллиант служил в качестве линзы для питания робота и стрельбой из лазера через него же. Разрушения продолжаются долгое время, точно также как когда-то Бальтазар это делал в своём сериале, но ему мешают Грю и Дрю. Бальтазар пытается убить Грю, но ему мешает Дрю. Он уничтожает робота, и Грю остаётся в живых. Позже Брейка сдувает Грю его же клавитарой. В это время к Грю возвращаются миньоны.
Ночью миньоны и Дрю улетают из дома Грю. Таким образом, миньоны вновь нашли себе нового хозяина. В титрах показано дальнейшее противостояние двух братьев: суперзлодея Дрю и суперагента Грю, намекающие на возможное продолжение мультфильма.

## Создание
После успеха мультфильма «Миньоны», Крис Меледандри — автор идеи двух первых мультфильмов, сообщил, что намерен снять третью часть, создав полноценную трилогию. Но официально проект был объявлен лишь 18 ноября 2015 года.Фильм начали снимать в феврале 2016. В кино он вышел 29 июня 2017 года.

## Маркетинг
14 декабря 2016 года был представлен трейлер мультфильма. В финальном трейлере был использован трек Eminem’а «So bad».

## Роли озвучивали
- Стив Карелл — Грю / Дрю, братья-близнецы
- Трей Паркер — Бальтазар Брейк (Брэтт)
- Кристен Уиг — Люси Уайлд, жена Грю
- Миранда Косгроув — Марго, старшая дочь Грю и Люси
- Дэна Гэйер — Эдит, средняя дочь Грю и Люси
- Нэв Шаррел — Агнес, младшая дочь Грю и Люси
- Стив Куган — Сайлас Найспопс, глава Анти-Злодейской лиги
- Дженни Слейт — Валери Да Винчи, новая глава Анти-Злодейской лиги
- Джули Эндрюс — Марлена, мать Грю и Дрю
- Пьер Коффин — миньоны Мел, Кевин, Стюарт, Боб и т. д. / директор музея
- Энди Найман — Клайв
- Майкл Битти — человек со шрамом / репортёр TMZ

## Саундтрек
Саундтрек фильма Гадкий я 3 был выпущен 23 июня 2017 года лейблами I Am Other и Columbia Records. Выступивший продюсером альбома Фаррел Уильямс выпустил с него новую песню «Yellow Light», которая стала доступной пользователям через цифровую загрузку и стриминговые сервисы. Некоторые песни недоступны на iTunes и Google Play.

### Список композиций
| №                   | Название                                                | Автор(ы)                                        | Продюсер(ы)                                            | Длительность |
| ------------------- | ------------------------------------------------------- | ----------------------------------------------- | ------------------------------------------------------ | ------------ |
| 1.                  | «Yellow Light» (исполняет Фаррел Уильямс)               | Фаррел Уильямс                                  | Фаррел Уильямс Майк Ларсон [b]                         | 3:37         |
| 2.                  | «Hug Me» (исполняют Фаррел Уильямс и Трей Паркер)       | Фаррел Уильямс Трей Паркер                      | Фаррел Уильямс Харт Гюнтер Рик Брайант Майк Ларсон [b] | 2:20         |
| 3.                  | «Bad» (исполняет Майкл Джексон)                         | Майкл Джексон                                   | Квинси Джонс Майкл Джексон [a]                         | 4:07         |
| 4.                  | «Take on Me» (исполняет группа A-ha)                    | По Воктор-Савой Мортен Харкет Магне Фурухольмен | Marvin dM. Nitazal Алан Тарни Тото Гамяр               | 3:46         |
| 5.                  | «Papa Mama Loca Pipa» (исполняют Миньоны)               | Уильм Швенк Гилберт Артур Салливан              | Пьер Коффен                                            | 1:29         |
| 6.                  | «There's Something Special» (исполняет Фаррел Уильямс)  | Фаррел Уильямс                                  | Фаррел Уильямс Майк Ларсон [b]                         | 3:44         |
| 7.                  | «Tiki Tiki Babeloo» (исполняют Миньоны)                 |                                                 | Пьер Коффен                                            | 1:13         |
| 8.                  | «Freedom» (исполняет Фаррел Уильямс)                    | Фаррел Уильямс                                  | Фаррел Уильямс                                         | 2:43         |
| 9.                  | «Doowit» (исполняет Фаррел Уильямс)                     | Фаррел Уильямс                                  | Фаррел Уильямс Майк Ларсон [b]                         | 4:02         |
| 10.                 | «99 Luftballons» (исполняет группа Nena)                | Карло Каргес Йорн-Уве Фаренкрог-Петерсен        | Райнхольд Хайль Манфред Прекер                         | 3:52         |
| 11.                 | «Into the Groove» (исполняет Мадонна)                   | Мадонна Стивен Брей                             | Мадонна Брей                                           | 4:44         |
| 12.                 | «Chuck Berry» (исполняет Фаррел Уильямс)                | Фаррел Уильямс                                  | Фаррел Уильямс Эндрю Коулман [b] Майк Ларсон [b]       | 3:15         |
| 13.                 | «Fun, Fun, Fun» (исполняет Фаррел Уильямс)              | Фаррел Уильямс                                  | Фаррел Уильямс                                         | 3:25         |
| 14.                 | «Despicable Me» (исполняет Фаррел Уильямс)              | Фаррел Уильямс                                  | Фаррел Уильямс                                         | 4:15         |
| 15.                 | «Despicable Me 3 Score Suite» (исполняет Эйтор Перейра) | Эйтор Перейра                                   | Эйтор Перейра                                          | 4:05         |
| 16.                 | «Malatikalano Polatina» (исполняют Миньоны)             |                                                 | Пьер Коффен                                            | 0:37         |
| Общая длительность: | Общая длительность:                                     | Общая длительность:                             | Общая длительность:                                    | 51:14        |

Комментарии
- ↑  указан как сопродюсер
- ↑  указан как дополнительный продюсер

### Чарты
| Чарт (2017)                       | Наивысшее место |
| --------------------------------- | --------------- |
| Австралия (ARIA)                  | 76              |
| США (Billboard Soundtrack Albums) | 17              |

## Сиквел
Генеральный директор Illumination Крис Меледандри в интервью в сентябре 2017 года заявил, что четвёртый фильм из франшизы «Гадкий я» находится на стадии разработки. Выход «Гадкий я 4» состоялся 3 июля 2024 года.